# Джакупова, Чолпон Идиновна
Джакупова Чолпон Идиновна (род. 25 марта 1959 года, Арашан) — депутат КР Жогорку Кенеша 6 созыва. Кандидат исторических наук, автор 2 монографий, 7 учебных пособий и 9 сборников по правам человека.

## Биография
Карьеру начала в 1982 году преподавателем КГНУ. С 1995 года она директор Департамента по миграции МИД Кыргызстана, затем, заместитель директора регионального центра по миграции. С 1999 года заместитель директора ОФ "Региональный центр по вопросам миграции и беженцев. В 2002 учредитель и директор общественного фонда «Правовая клиника „Адилет“», обеспечивающего население бесплатной правовой (адвокатской) помощью. С октября 2015 по январь 2017 года являлась депутатом Жогорку Кенеша шестого созыва от фракции «Бир Бол».

## Личная жизнь
Вдова, имеет двух детей. 